# Superstar (película)
Superstar es una película de comedia estadounidense de 1999, dirigida por Bruce McCulloch y protagonizada por Molly Shannon, Will Ferrell, Elaine Hendrix, Glynis Johns, Harland Williams y Mark McKinney.

## Trama
Mary Katherine Gallagher (Shannon) es una muchacha irlandesa-americana de escuela católica y marginada social en su escuela secundaria. Ella quiere ser una superestrella para que pueda recibir un beso de Sky Corrigan (Will Ferrell). Cuando Mary es enviada a la Educación Especial debido a la hiperactividad, ella hace una nueva mejor amiga, la torpe e igualmente socialmente torpe Helen Lewengrub (Emmy Laybourne).
Mary ve su oportunidad de convertirse en una superestrella cuando su escuela promueve un show de talentos. Ella quiere probar, pero la abuela Gallagher (Glynis Johns) no la dejará. Mary prueba de todos modos y, cuando ella va a firmar para arriba, una animadora estereotípica, Evian Carrie Graham (Elaine Hendrix), entra en una lucha con ella. La pelea provoca que Evian y Sky se rompan, y ahora Sky es un "solo trozo de carne en el rebote". Mary está decidida a entrar en el programa de talentos para que Sky se fije en ella. Cuando la abuela Gallagher descubre que su nieta se metió en el show de talentos, finalmente dice la verdad sobre cómo sus padres murieron - fueron pisoteados hasta la muerte mientras se presentaban en una competencia como Riverdance, en lugar de ser comido por los tiburones martillo como le había dicho su abuela. Esta es la razón por la que la abuela Gallagher está en contra de su nieta.
Sin embargo, la abuela Gallagher decide ayudar a Mary hacer su acto en el show de talentos, siempre y cuando ella se presente por sí misma. Mary y los otros estudiantes de Educación Especial pasan días practicando. Mary gana la competencia, así como el corazón de Sky. Cuando besa a Sky, descubre que es un besador horrible y decide besar a su amigo Eric Slater (Harland Williams) en su lugar.

## Personajes
- Molly Shannon como Mary Katherine Gallagher
- Will Ferrell como Sky Corrigan/Jesus
- Harland Williams como Eric Slater
- Elaine Hendrix como Evian Graham
- Mark McKinney como el padre Tylenol Ritley
- Glynis Johns como la abuela Gallagher
- Jason Blicker como Howard
- Gerry Bamman como el padre John Insomnic
- Emmy Laybourne como Helen
- Jennifer Irwin como Maria
- Rob Stefaniuk como Thomas Smith
- Natalie Radford como Autumn Winters
- Karyn Dwyer como Summer Falls
- Tom Green como Dylan
- Chuck Campbell como Owen

## Recepción
Superstar recibió críticas negativas de críticos de cine. En Rotten Tomatoes le da a la película una puntuación del 32% sobre la base de las críticas de 74 críticos, con el consenso: "El guion mudo y las bromas planas hicieron que este otro fallo de encadenamiento de SNL".
Dennis Harvey de Variety dio una revisión positiva, describiendo la película como una agradable sorpresa; "Esperaba sólo la mediocridad de otra adaptación de Saturday Night Live. Él lo llamó divertido pero desigual, sugiriendo que podría construir buena palabra de la boca y hacer bien, pero sería poco probable que alcance el éxito comercial de Wayne's World".